# Engelen
Engelen è una località dei Paesi Bassi, nella provincia del Brabante Settentrionale, ricompresa nel territorio del comune di 's-Hertogenbosch (dal 1971).
Si estende su una superficie di 3,45 km² e nel 2008 contava 5 120 abitanti. È bagnato dalle acque della Dieze.

## Storia
Fino al 1810 e poi ancora tra il 1821 e il 1º gennaio 1971 ha costituito comune autonomo; tra il 1810 e il 1821, invece, il villaggio fu unito a quello di Vlijmen. Alla municipalità di Engelen nel 1922 venne unito il villaggio di Bokhoven.